# Zygoballus sexpunctatus

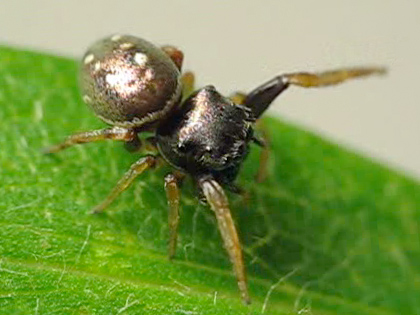
Weibchen von Zygoballus sexpunctatus

Zygoballus sexpunctatus ist eine Art der Springspinnen, deren Verbreitungsgebiet auf die östlichen Vereinigten Staaten von Amerika beschränkt ist.

## Beschreibung

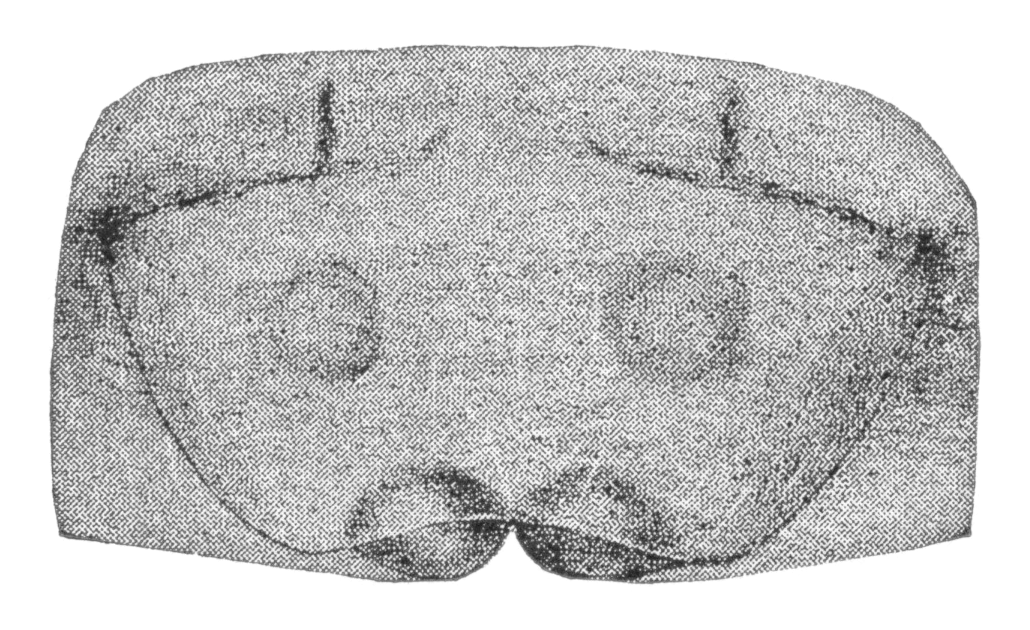
Zeichnung der Epigyne von Z. sexpunctatus

Adulte Weibchen  von Z. sexpunctatus sind zwischen 3,5 und 4,5 mm lang, während die Männchen zwischen 3 und 3,5 mm lang werden. Das Prosoma ist kupferfarben rotbraun bis schwarz mit zahlreichen weißen Schuppen auf dem Clypeus. Von oben betrachtet erscheint der Cephalothorax etwa viereckig. Die Cheliceren der Männchen sind stark vergrößert und schräg orientiert, wobei jede Chelicere mit einem prominenten inneren Zahn und einer langen, gebogenen Klaue ausgestattet ist. Die hinteren Augen liegen erhöht, der Thorax fällt hinter dem Kopf steil ab. Das Opisthosoma ist dunkelbraun bis schwarz mit einem weißen basalen Band und zwei weißen Querstreifen. Diese sind in der Regel unterbrochen und bilden die sechs namensgebenden Flecken der Art. Einige oder alle Flecken können jedoch auch fehlen. Die Beine sind rötlich-braun, wobei das Femur des Vorderbeins dunkler und vergrößert ist.
Z. sexpunctatus ähnelt der Art Zygoballus rufipes, mit der sie in Teilen des Verbreitungsgebiets sympatrisch vorkommt. Das Männchen kann von Z. rufipes aufgrund des großen, aus weißen Schuppen bestehenden Fleckens am Anfang des abfallenden Brustabschnitts unterschieden werden, außerdem besitzt es eine Längsspaltung auf dem Bulbus des Pedipalpus. Die Weibchen unterscheiden sich in der Form der Epigyne.

## Verbreitung und Lebensraum

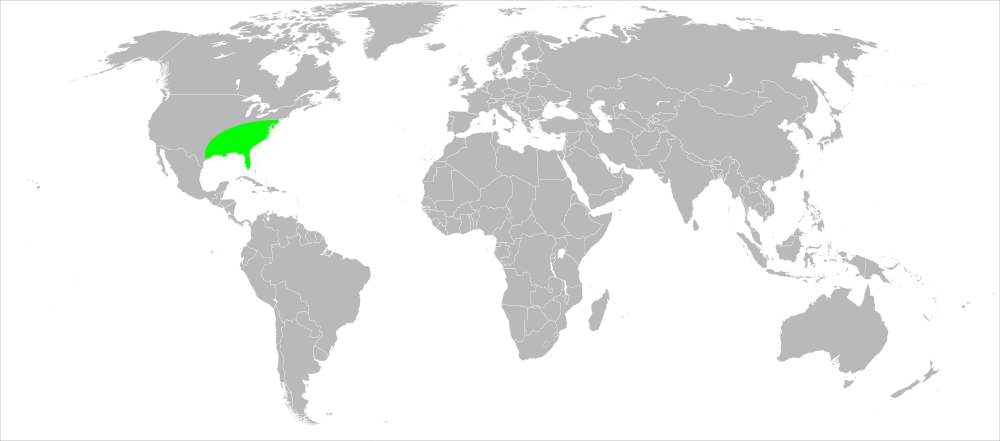
Verbreitungsgebiet von Zygoballus sexpunctatus

Das Verbreitungsgebiet dieser Art erstreckt sich von New Jersey bis Florida und im Westen bis Texas, wobei sie am häufigsten in den südlicheren Staaten gefunden wird. Sie lebt gewöhnlich in der Krautschicht der gemäßigten Laubwälder.

## Entwicklung
Die Jungspinnen von Z. sexpunctatus schlüpfen im Hochsommer aus den Eikokons. Die Spinnen überwintern als Jugendform und erlangen die Geschlechtsreife in der Regel im April bis Mai.

## Systematik
Die Erstbeschreibung der Art erfolgte durch den Entomologen Nicholas Marcellus Hentz im Jahr 1845 als Attus sexpunctatus. 1888 wurde  Zygoballus als eigene Gattung beschrieben und George und Elizabeth Peckham ordneten diese Art als Zygoballus sexpunctatus ein. Die Gattung Zygoballus wird heute der Unterfamilie Dendryphantinae innerhalb der Springspinnen (Salticidae) zugeordnet.